# Moutiers, Meurthe-et-Moselle
Moutiers är en kommun i departementet Meurthe-et-Moselle i regionen Grand Est (tidigare regionen Lorraine) i nordöstra Frankrike. Kommunen ligger i kantonen Homécourt som tillhör arrondissementet Briey. År 2022 hade Moutiers 1 591 invånare.

## Befolkningsutveckling
Antalet invånare i kommunen Moutiers
| Referens: INSEE |